# Олександрівка (зупинний пункт, Південна залізниця)
Олекса́ндрівка — пасажирський залізничний зупинний пункт Сумської дирекції Південної залізниці на лінії Баси — Пушкарне.
Розташований за кілька кілометрів від села Лісне Краснопільського району Сумської області між станціями Краснопілля (8 км) та Пушкарне (11 км).
На платформі зупиняються приміські електропоїзди.